# Свентатора (Мачерата)
Свентатора је насеље у Италији у округу Мачерата, региону Марке.
Према процени из 2011. у насељу је живело 48 становника. Насеље се налази на надморској висини од 262 м.